# Pycnanthemum
Genre
Classification phylogénétique
Pycnanthemum est un genre de plantes à fleurs de la famille des Lamiaceae. Ce sont des plantes herbacées vivaces originaire d'Amérique du Nord.

## Liste des espèces[1]
- Pycnanthemum albescens Torr. & A.Gray
- Pycnanthemum beadlei (Small) Fernald
- Pycnanthemum californicum Torr. ex Durand
- Pycnanthemum clinopodioides Torr. & A.Gray
- Pycnanthemum curvipes (Greene) E.Grant & Epling
- Pycnanthemum flexuosum (Walter) Britton, Sterns & Poggenb.
- Pycnanthemum floridanum E.Grant & Epling
- Pycnanthemum incanum (L.) Michx.
- Pycnanthemum loomisii Nutt.
- Pycnanthemum monotrichum Fernald
- Pycnanthemum montanum Michx.
- Pycnanthemum muticum (Michx.) Pers.
- Pycnanthemum nudum Nutt.
- Pycnanthemum pilosum
- Pycnanthemum pycnanthemoides (Leavenw.) Fernald
- Pycnanthemum setosum Nutt.
- Pycnanthemum tenuifolium Schrad.
- Pycnanthemum torreyi Benth.
- Pycnanthemum verticillatum (Michx.) Pers.
- Pycnanthemum virginianum (L.) T.Durand & B.D.Jacks. ex B.L.Rob. & Fernald